# Comarca di Avilés
La comarca di Avilés è una delle otto comarche delle Asturie. Prende il nome dal capoluogo della medesima.

## Composizione
Si compone di 10 comuni:
| - Avilés - Candamo - Castrillón - Corvera de Asturias - Cudillero | - Gozón - Illas - Muros de Nalón - Pravia - Soto del Barco |  |